# Ritornello
En términos generales, un ritornello es la repetición de una sección o fragmento dentro de una obra musical, aunque no debe confundirse con otros términos similares, como recapitulación o rondó. A lo largo de la historia de la música, el ritornello ha adoptado diferentes significados: durante los siglos XIV y XV, el ritornello designaba el estribillo al final de cada verso de un madrigal. En la ópera del siglo XVII (Claudio Monteverdi y escuela veneciana), se utilizó para designar los breves interludios instrumentales que alternaban con las estrofas de un aria o enlazaban distintas secciones musicales. 
En la música instrumental barroca este término adquirió un matiz distinto aplicado a los conciertos para solista y orquesta a partir de Antonio Vivaldi, en los que se utiliza para referirse a un pasaje orquestal recurrente que se interpreta al principio y al final del movimiento y se intercala entre los solos. Este tema, interpretado por el tutti, se repetía en diferentes tonalidades, a veces también de forma parcial o abreviada. El ritornello se diferencia de la forma rondó en que en este último el tema recurrente se repite de forma literal o al menos está en la misma tonalidad. Fue muy común en la práctica de compositores como Bach quien aplicó esta forma musical en la fuga. Con el paso del tiempo, al llegar al Clasicismo, esta forma repetitiva fue reemplazada totalmente por el rondó. 